# Macrotrema
Macrotrema is een monotypisch geslacht van straalvinnige vissen uit de familie van kieuwspleetalen (Synbranchidae).

## Soort
- Macrotrema caligans (Cantor, 1849)